# 캐리 다이어리
캐리 다이어리(The Carrie Diaries)는 캔디스 부시넬의 책 시리즈이다. 《섹스 앤 더 시티》의 속편에 해당한다. 캐리 브래드쇼 (Carrie Bradshaw)의 학창 시절을 다룬 이야기이다.